# Thaumalea elnora
Thaumalea elnora är en tvåvingeart som beskrevs av Dyar och Shannon 1924. Thaumalea elnora ingår i släktet Thaumalea och familjen mätarmyggor.
Artens utbredningsområde är Idaho. Inga underarter finns listade i Catalogue of Life.